# Svjetska liga u vaterpolu 2004.
Svjetska liga u vaterpolu 2004. treće je izdanje ovog natjecanja. Završni turnir se igrao u Long Beachu u SAD-ma od 16. do 18. srpnja. Još u kvalifikacijama ispali su Brazil i Australija.

## Završni turnir

### Doigravanje
| 1. momčad          | Ishod | 2. momčad  |
| ------------------ | ----- | ---------- |
| Grčka              | 13:12 | SAD        |
| Srbija i Crna Gora | 7:5   | Španjolska |

### Poluzavršnica
| 1. momčad          | Ishod | 2. momčad |
| ------------------ | ----- | --------- |
| Mađarska           | 10:5  | Grčka     |
| Srbija i Crna Gora | 10:7  | Italija   |

### 3./4.
| 1. momčad | Ishod | 2. momčad |
| --------- | ----- | --------- |
| Grčka     | 12:9  | Italija   |

### 1./2.
| 1. momčad | Ishod | 2. momčad          |
| --------- | ----- | ------------------ |
| Mađarska  | 12:8  | Srbija i Crna Gora |

| Pobjednici            |
| --------------------- |
| Mađarska Drugi naslov |